# Vitacit
Vitacit je česká metalová hudební skupina založená v roce 1976. Skupina patřila v 80. letech mezi průkopníky heavy metalu a podílela se na etablování tohoto žánru v Česku. Její první oficiální album Vzhůru přes oceán z roku 1990 je fanoušky považováno za jeden z důležitých milníků českého heavy metalu. Kapelou prošla řada výrazných hudebníků, kteří ovlivnili domácí rockovou a metalovou scénu, jako například Ladislav Křížek a Miloš Dodo Doležal. Skupina fungovala v různých sestavách od roku 1976 až do roku 1992, kdy se nakrátko rozpadla. Poté byla roku 1994 obnovena, v roce 1998 však došlo k jejímu druhému rozpadu. K druhému obnovení skupiny došlo v roce 2009.

## Historie

### Počátky (1976–1985)
Skupina vznikla v roce 1976 v Roztokách u Prahy. Zakládajícími členy byli mimo jiné Pavel „Kuře“ Hejč a Karel Adam, kteří však zpočátku hráli na jiné nástroje, než se později proslavili; Hejč na baskytaru a Adam na bicí. První zkušebnu kapela získala díky spolupráci s tehdejší skupinou Odpadky v Klecanech, která jí poskytla i možnost prvního veřejného vystoupení. Pro tuto příležitost vymyslel Karel Adam název Vitacit podle populární ovocné limonády v prášku. Kapela brzy získala povolení k veřejným vystoupením, tzv. kvalifikační přehrávky, a v roce 1978 se ustálila sestava, v níž vedle Hejče a Adama působil bubeník Václav Pokorný, kytarista Jiří Löffelmann a zpěvák Dan Horyna, přezdívaný „Zeppelin“. S ním se kapela posunula k žánru hard rocku a postupně získávala na popularitě. Na přelomu 70. a 80. let rozvíjela vlastní repertoár a vystupovala především na tanečních zábavách, které byly tehdy hlavní příležitostí pro regionální rockové skupiny. Díky podpoře kapely Abraxas se Vitacit postupně prosadil i na pražských pódiích, kde se prezentoval jako energická hardrocková a později heavymetalová formace. V roce 1982 Karla Adama nahradil baskytarista Luděk Adámek a o rok později Jiřího Löffelmanna vystřídal kytarista Michael „Mech“ Bohumel. Vitacit se v první polovině 80. let stal jednou z výrazných formací domácí tvrdé hudby, nicméně z tohoto období se nedochovala žádná oficiální nahrávka, výjimkou je pouze videoklip ke skladbě „Noční město“ z roku 1983. Na začátku roku 1985 kapelu opustil Dan Horyna, který přijal nabídku ke spolupráci se skupinou Kroky Františka Janečka.

### Vzestup (1985–1990)
Po odchodu Dana Horyny se v roce 1985 novým zpěvákem stal Ladislav Křížek, který přišel ze skupiny TAM, a který se brzy stal jednou z klíčových postav tehdejší sestavy. Krátce poté opustil kapelu kytarista Michael „Mech“ Bohumel, jehož nahradil Albert Čížek ze skupiny Domino, jeho působení však trvalo pouze několik měsíců. Po jeho odchodu se k Vitacitu připojil kytarista Miloš „Dodo“ Doležal, který do té doby působil ve skupině Žádná Křeč. Vznikla tak sestava kterou fanoušci i hudební publicisté často považují za jednu z nejvýraznějších v historii kapely, složená z Křížka (zpěv), Doležala (kytara), Pavla Hejče (kytara), Ludka Adámka (baskytara) a Václava Pokorného (bicí). Pod vlivem nových členů se Vitacit přiklonil k modernějšímu heavy metalu a soustředil se téměř výhradně na vlastní tvorbu. V repertoáru zůstaly jen dvě převzaté skladby, původně od americké skupiny Y&T. Vitacit v této době pravidelně vyprodával koncertní sály po celé republice a stal se významnou součástí tehdejší metalové scény. I přes nahrávání ve studiu Budíkov (Studio Martina Kratochvíla) skupina nenatočila žádnou oficiální nahrávku, což bylo dáno obtížnými podmínkami pro vydávání heavymetalové hudby v socialistickém Československu. Píseň se tak mezi fanoušky šířily převážně formou amatérských záznamů z koncertů a prostřednictvím neoficiálních kopií (bootlegů).  Skupina měla aktivní fanklub, který vydával vlastní časopis Rocker. Z tohoto období pocházejí i známé záznamy z koncertů, například záznam z Kulturního domu Barikádníků v Praze z února 1987, kde Křížek během vystoupení veřejně oznámil svůj odchod z kapely. Důvodem byla nabídka od skupiny Citron, která v té době fungovala na profesionální úrovni.
Po několika neúspěšných pokusech o nalezení nového zpěváka se kapela rozhodla pokračovat ve čtyřčlenné sestavě, přičemž Miloš Doležal převzal také roli zpěváka. V období vojenské služby Pavla Hejče dočasně vystupoval bez něj a bubeníka Václava Pokorného nahradil Ivan Polák. Na konci roku 1988 byla sestava opět kompletní a Vitacit společně s kapelou Arakain patřil v této době k hlavním představitelům české metalové scény. Téhož roku kapela přispěla hudbou a vystoupením k filmu Horká kaše, který se zaměřoval na sociálně-kritický pohled na mládež v nově vzniklých sídlištích. Film byl v rámci tehdejší kinematografie ojedinělý tím, že nepodporoval stereotypní negativní obraz „mániček“, ale naopak je stavěl do opozice vůči dalším negativním postavám. Ve filmu zaznělo několik skladeb nebo jejich částí, jejichž celková stopáž je přibližně 34 minut. Ve třech skladbách se jako host objevila zpěvačka Lucie Bílá, která tehdy začínala kariéru a zároveň zpívala se skupinou Arakain. Tyto nahrávky vznikly ve studiové kvalitě a představovaly potenciální materiál pro kompletní album, které však nikdy nevzniklo. V tomto období také získal Miloš Doležal zkušenosti jako druhý kytarista na turné skupiny Pražský výběr, která se po dlouhém zákazu vrátila na scénu s albem Výběr.
První oficiální nahrávkou se stal singl Já chci se ptát / Peaceman, který byl původně natočen pro film Horká kaše a v roce 1989 vydán společností Panton. V následujících měsících Vitacit plně profesionalizoval svůj přístup a v rámci edice Rockmapa vydal další dva singly: Strach / Poutník životem a Spadla klec / Drákula. Šlo o první nosiče v historii kapely, které přinesly kvalitní zvukový záznam. Miloš Doležal se v této době stal jednou z vůdčích osobností domácí heavymetalové scény. Jeho charakteristický hlas a skladatelské schopnosti pomohly kapelu vyprofilovat do pozice jednoho z nejvýznamnějších představitelů českého metalu. V repertoáru se objevovaly skladby striktně podle tehdejších heavymetalových principů, s výraznými riffy, pevnými rytmy a chytlavými melodiemi, které kapelu řadily mezi nejobdivovanější domácí formace. Výrazným příkladem byla skladba „Poutník životem“, která se objevila také na první velké kompilaci Rockmapa (1989). Toto období bylo také ovlivněno sametovou revolucí, kdy Vitacit patřil mezi vystupující na Koncertu pro všechny slušný lidi konaného 3. prosince 1989. V této době také občasně na koncertech hostoval bývalý zpěvák Ladislav Křížek, který po odchodu z Citronu založil kapelu Kreyson.

### První album a rozpad (1990–1992)
Na podzim roku 1990 kapela vydala své první oficiální dlouhohrající album Vzhůru přes oceán prostřednictvím vydavatelství Multisonic. Album obsahovalo deset skladeb, převážně autorsky připravených Milošem Doležalem. Vydáním tohoto alba Vitacit upevnil svou pozici na domácí scéně, avšak krátce poté kapelu opustil Miloš Doležal, který roce 1991 odešel do USA za studiem kytarové hry a získáváním zkušeností a kontaktů pro další hudební rozvoj. Kapela pokračovala v činnosti, avšak změnila stylovou orientaci pod vlivem dobového trendu amerického street rocku. Novými členy se stali zpěvák Fany Stehlík a kytarista Petr Kocour, dříve působící v kapele Dr. Triceratops. Změna stylu vedla k odchodu bubeníka Ivana Poláka, kterého nahradil Štěpán Smetáček, jenž byl později vystřídán Lukášem Doksanským. V roce 1991 vyšlo album Máte se hnout, které přineslo výrazný stylový posun směrem k tvrdšímu a ulicemi inspirovanému rocku. Na desce se objevila i skladba Růže pro Fortunu (s hostujícími Lucií Bílou a Marcelou Březinovou). Zpěv Fanyho Stehlíka přinesl do tvorby kapely nový výraz, album však bylo fanoušky přijato rozporuplně. Po odchodu Štěpána Smetáčka a s příchodem Lukáše Doksanského Vitacit natočil ještě cover skladby „Nikdo nejsme akorát“ pro sampler Dej mi víc… OLYMPIC. Tato nahrávka však byla poslední před definitivním rozpadem kapely v roce 1991, kdy Vitacit ukončil svou více než patnáctiletou činnost.

### Obnovení a druhý rozpad (1994–1998)
Skupina znovu obnovila činnost koncem roku 1994 pod vedením Miloše Doležala. Ten se po návratu z Ameriky účastnil v projektu Zemětřesení věnovaném Jiřímu Schelingerovi a založil nahrávací studio Hacienda v Žirovnici. V tomto studiu v roce 1995 Vitacit nahrál album Navostro v sestavě Miloš Doležal, Pavel Hejč, původní basista Karel Adam a bubeník Daniel Hafstein. V závěru roku 1995 kapela vystoupila jako předskokan britské skupiny Iron Maiden v Praze. V této době také došlo ke změně na postu druhého kytaristy – Pavla Hejče nahradil Libor Matějčík, zakladatel severočeské skupiny Motorband. S Vitacitem Matějčík natočil také následující album Za živa mrtví, vydané roku 1996, po němž kapelu opustil. Kapela poté pouze ve třech přispěla skladbou Fight Fire With Fire na domácí tribute album věnované tragicky zesnulému basistovi skupiny Metallica, Cliffu Burtonovi (10 Years After... A Tribute To Cliff Burton). Poté na pozici kytaristy nastoupil Robin Davídek, se kterým Vitacit například předskakoval Alici Cooperovi v létě roku 1997. Následovalo období relativního klidu, během něhož Miloš Doležal vydal sólové album Dodo hraje Hendrixe. V roce 1998 kapela podruhé ukončila svou činnost.

### Druhé obnovení (2009–dosud)
V roce 2009 došlo po 11 letech k obnovení činnosti v podobě vzpomínkového projektu, iniciovaného Ladislavem Křížkem a Luďkem Adámkem, kteří tehdy působili v kapele Kreyson. Po dohodě s bývalým členem Pavlem Hejčem došlo k přizvání Radka Kroce a Zdeňka Pradlovského, čímž vznikla sestava, jejímž cílem bylo živě prezentovat nejlepší skladby z období s Láďou Křížkem jako zpěvákem. Tato revivalová forma fungovala několik let bez výraznějších změn, až v roce 2015 došlo k další personální obměně spojené s opětovným odchodem Ladislava Křížka zpět do Citronu. Již předtím začal se skupinou znovu spolupracovat bývalý zpěvák Dan Horyna, který nejprve vystupoval po boku Ládi Křížka a po jeho odchodu se stal oficiální součástí kapely, která do svého obsazení přizvala i Fanyho Stehlíka, Petra „Edu“ Kocoura, kytaristu Jana Boušku a bubeníka Stanleyho Jahodu. V době pandemie COVID-19, která výrazně omezila živou kulturu, musel Vitacit čelit obdobným problémům jako mnoho jiných kapel. V únoru 2021 odehrál živě streamovaný koncert s názvem Koncert pro radost, kde zpívali Dan Horyna a Fany Stehlík. Po skončení pandemie došlo k další personální obměně. Aktuální sestavu (k roku 2025) tvoří zpěvák a kytarista Alex McBeat, Luďek Adámek na baskytaru, Jan „Ace“ Bouška na kytaru a Michal „Kolouch“ Daněk na bicí. Zakládající kytarista Pavel Hejč zůstává „čestným členem“  a příležitostně se ke kapele připojuje.

## Členové
Současní členové

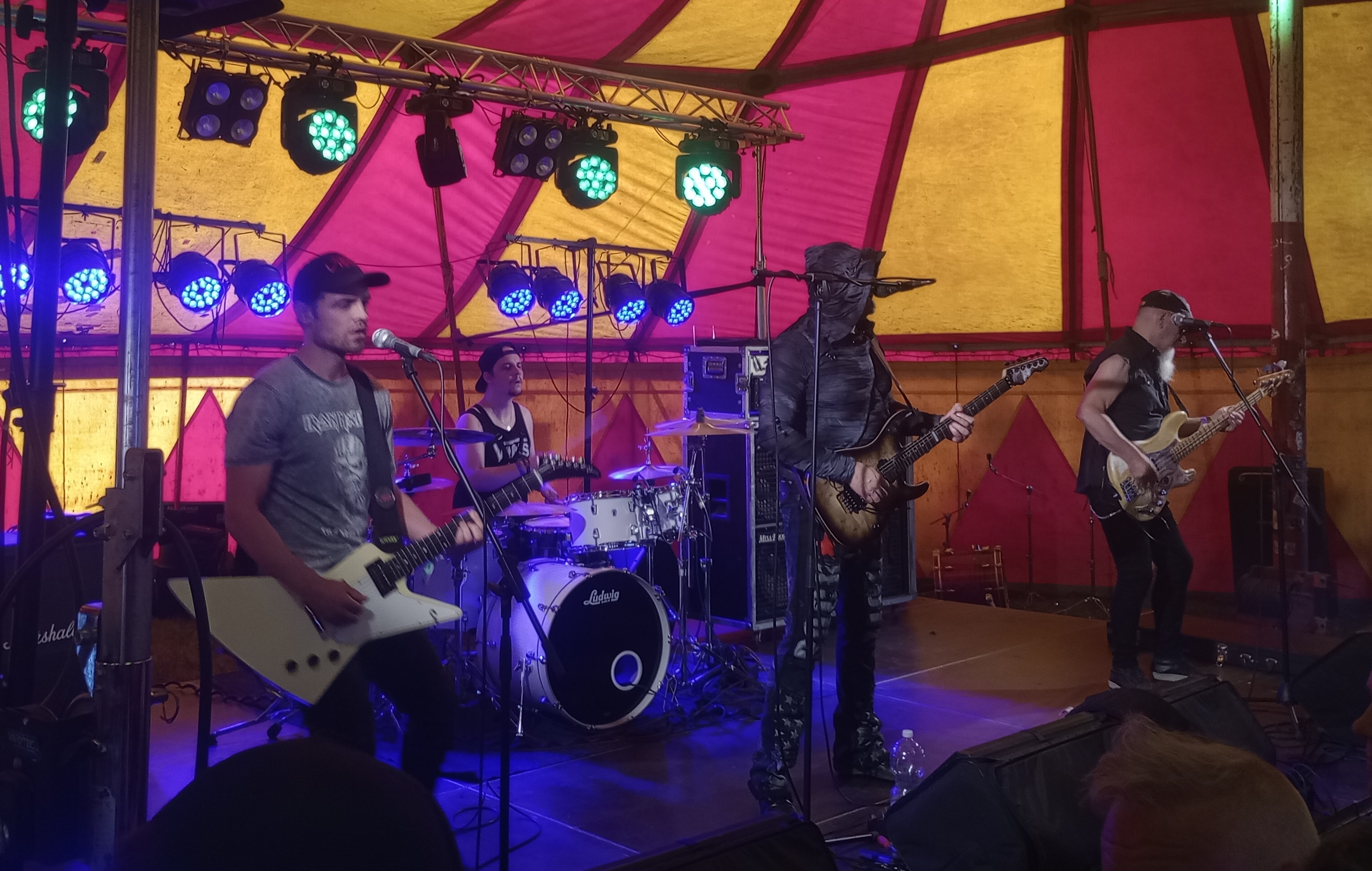
Vystoupení Vitacitu na Basinfirefestu, 28.6.2025; zleva: Jan Bouška, Michal Daňek, Alex McBeat, Luděk Adámek

- Alex McBeat – kytara, zpěv (2022–dosud)
- Jan „Ace“ Bouška – kytara (2015–dosud)
- Luděk Adámek – baskytara (1982–1992; 2009–dosud)
- Michal „Kolouch“ Daněk – bicí (2019–dosud)
- Pavel „Kuře“ Hejč – kytara (1976–1992; 1994–1995; 2009–dosud)[pozn. 1]

Bývalí členové
- Dan Horyna – zpěv (1978–1985; 2015–2021)
- Ladislav Křížek – zpěv (1985–1987; 2009–2015)
- Miloš „Dodo“ Doležal – kytara, zpěv (1986–1991; 1994–1998)
- Fany Stehlík – zpěv (1991–1992; 2015–2020)
- Jiří Löffelmann – kytara (1978–1983)
- Michael „Mech“ Bohumel – kytara (1983–1985)
- Albert Čížek – kytara (1985–1986)
- Petr „Eda“ Kocour – kytara (1991–1992 ; 2015–2019)
- Libor Matejčik – kytara (1995–1996)
- Robin Davídek – kytara (1996–1998)
- Radek „Reddy“ Kroc – kytara (2009–2015)
- Karel Adam – baskytara (1976–1982; 1994–1998)
- Václav Pokorný – bicí (1978–1988)
- Ivan Polák – bicí (1988–1992)
- Štěpán Smetáček – bicí (1992)
- Lukáš „Doxa“ Doksanský – bicí (1992)
- Daniel Hafstein – bicí (1994–1998)
- Zdeněk Pradlovský – bicí (2009–2015)
- Stanley Jahoda – bicí (2015–2019)

## Diskografie

### Singly
- 1989 – Já chci se ptát / Peaceman (nahr.1988)
- 1989 – Strach / Poutník životem – Rockmapa 4 (nahr.1988)
- 1990 – Spadla klec / Drákula – Rockmapa 16 (nahr.1989)

### Dema
- 1985 – Demo 1985
- 1989 – Poutník životem Live
- 1990 – Over the Ocean Live

### Alba
- 1990 – Vzhůru přes oceán
- 1992 – Máte se hnout
- 1995 – Navostro
- 1996 – Zaživa mrtví

### Kompilace
- 1993 – Klíč k mé duši - Já chci se ptát těch králů, Drákula, Snad odpustíš (L. Křížek)

### Bootlegy
- 1983 – Koncert
- 1985 – Nahrávky 1979–1985
- 1987 – Poslední Barča – L.Křížek
- 1987 – 'Barča' 29.9.1987
- 1987 – First Alive On Three
- 1988 – Horká kaše
- 1988 – Live in Lucerna
- 1988 – Live in PKOJF
- 1989 – Live in Gottwaldov
- 1989 – Ostrava 1989 – 2CD
- 1989 – Vitacit ve Futuru
- 1989 – Dopravní podniky 1989 – 2CD
- 1990 – Vzpomínky na minulost – 2CD
- 1990 – Live Chomutov – 2CD
- 1990 – Live in Blatná – 2CD
- 1990 – Trutnov
- 1990 – Ostrava 22.11.1990
- 1990 – Nahrávky 1984–1990